# Globus (joguina)
|  | Per a altres significats, vegeu «Baló». |

|  | Per a altres significats, vegeu «Globus». |

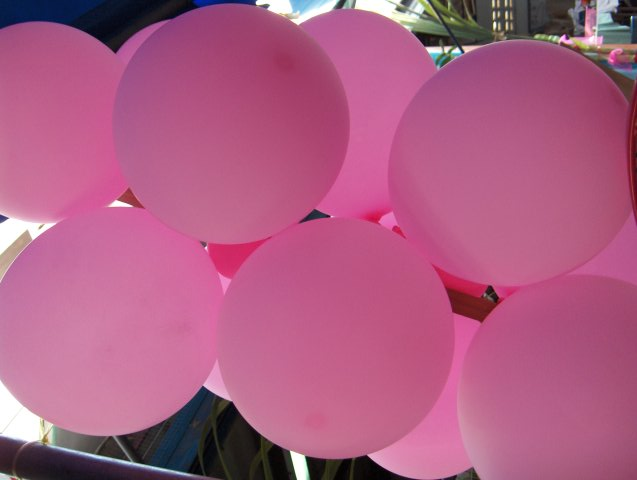
Bufes de làtex durant una festa.

Un baló, baló inflable o bufa és un continent lleuger i estanc destinat a ser omplert de gas, en general d'aire, de vegades heli a fi que voli.
El baló modern, fet d'una fina pel·lícula de cautxú i després de plàstic, ha estat inventat pel científic Michael Faraday l'any 1824 però la seva producció de massa no ha començat fins als anys 1930.

## Balons de plàstic

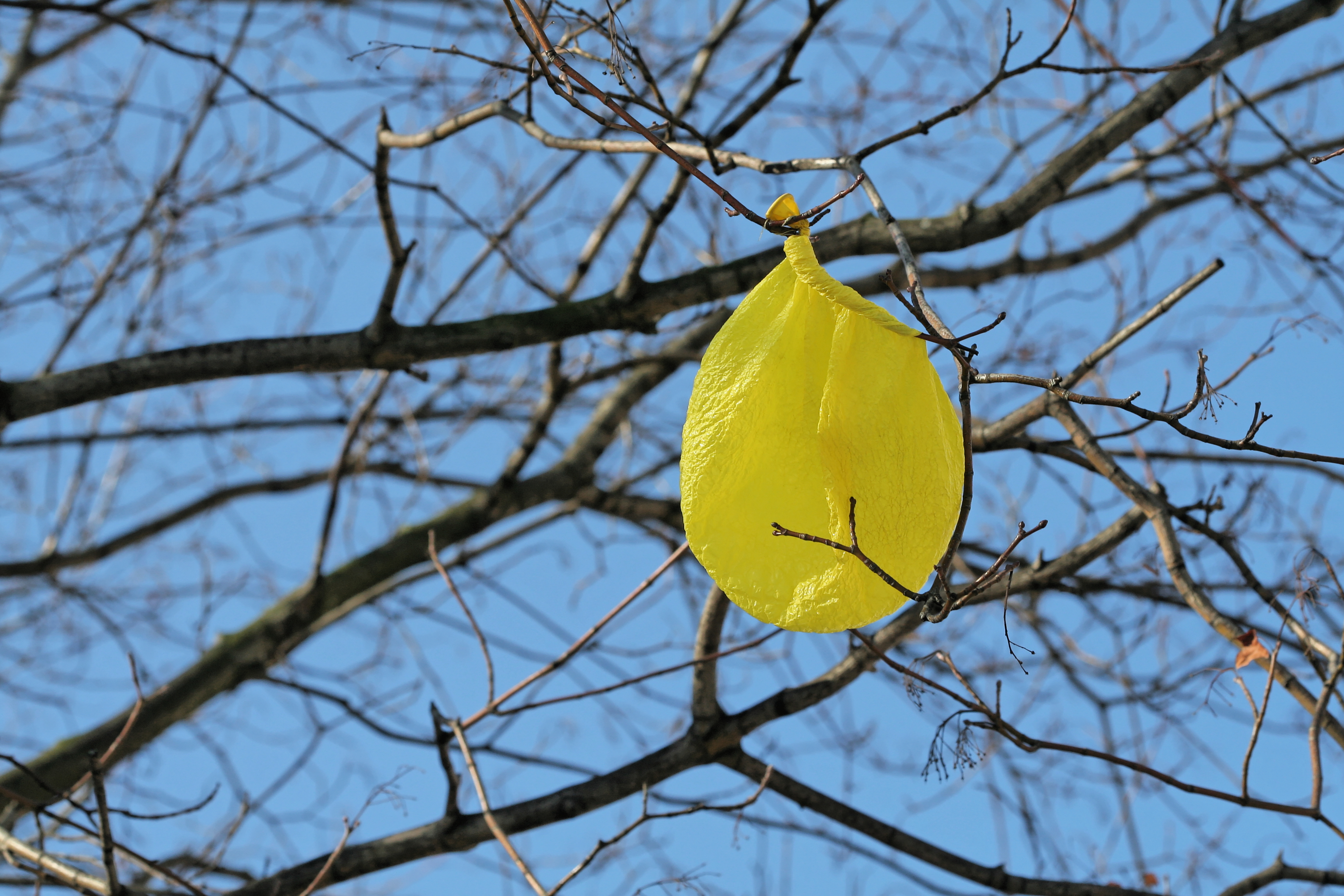
Un baló de plàstic desinflat, que ha sobrepassat el seu límit d'elasticitat i presentadeformacions plàstiques irreversibles.

Els balons que s'utilitzen com a joguina o com a element décoratif són generalment de làtex o de paper de seda, llevat de certs models gegants (de més d'un metre de diàmetre) en cloroprè. Són els balons més difosos, són generalment omplerts d'aire perquè són porosos i quan s'emplenen d'heli sembla que volen difícilment més de 24 hores. Els balons de forma, que permeten de fer escultures són balons de làtex en llargada, generalment inflats amb una bomba o manxa o un inflador elèctric.
Existeixen igualment balons petits de làtex que serveixen de bombes d'aigua.
La manera que un baló esclata ha estat estudiada per un equip del CNRS car, l'explosió d'un baló essent molt simple a filmar a càmera lenta, la fragmentació dels balons permet de comprendre els processos de fragmentació d'altres materials. Així, si un baló de làtex inflat esclata al contacte amb una agulla, el baló esclata en dos trossos perquè la superfície no està sinó "moderadament tibada", una sola fissura es propagarà a la seva superfície. En canvi, si un baló esclata perquè és sobreinflat, esclatarà en una multitud de trossos: si una fissura s'hi propaga, arriba a una velocitat límit i es divideix en dues noves fissures.

## Balons de niló metal·litzat
Aquests balons, molt més cars que els balons de làtex són sovint dits, a tort, balons de mylar o d'alumini. S'omplen generalment d'heli i poden llavors volar entra dues setmanes i dos mesos. Aquests balons tenen una vàlvula integrada, no han menester d'ésser tancats o lligats després d'haver estat inflats.

## Història
Anteriorment, els globus es feien a partir de bufetes d'animals, però a Londres l'any 1824, el professor de la Universitat de Queen Michael Faraday va inventar els globus de goma per a un experiment amb hidrogen.

## Cultura popular
- Le Ballon rouge, mig-metratge realitzat per Albert Lamorisse, sortit l'any 1956.
- El Dictador, film realitzat per Charlie Chaplin, sortit l'any 1940. Adenoïd Hynkel que juga amb el seu baló que representa un globus terrestre.
- El Presoner, sèrie televisada de George Markstein i Patrick McGoohan, 1967-1968. El « Baló guardià » dit« el Rodaire ».
- 99 Luftballons, cançó en alemany de Nena que descriu com 99 balons que deriven pel cel poden desencadenar una guerra.